# 王国藩

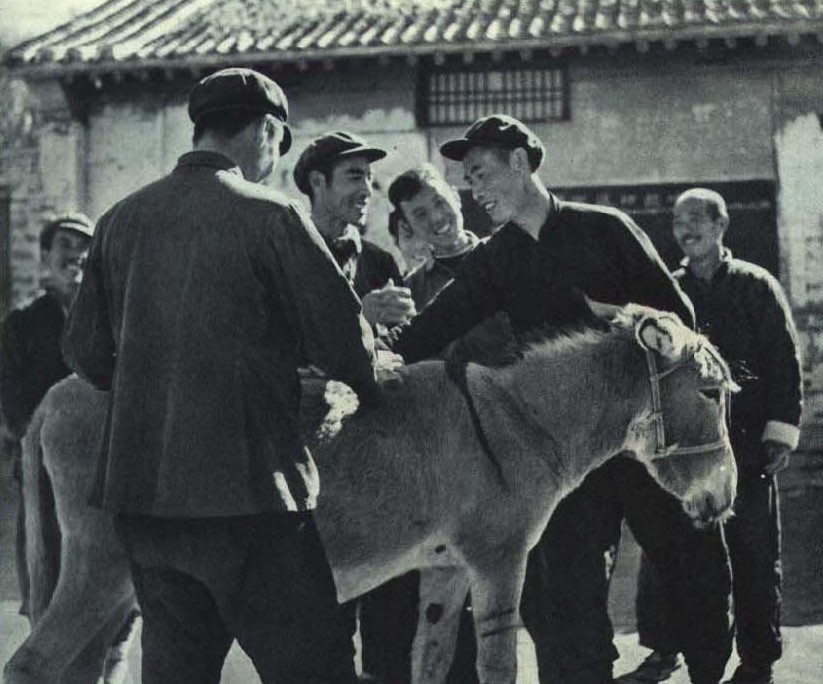
1963年的建明人民公社王国藩

王国藩（1919年—2005年），河北省遵化县西四十里铺村人，中华人民共和国政治人物。
1952年，其组织本村23户贫雇农办起只有三条驴腿的“穷棒子”合作社，作为典范被政府广为宣传。1969年后，担任中共第九、第十、第十一届中央委员。1971年，任河北省唐山地委书记。后改任遵化县委第一书记等职。1978年免职回乡。